# プリンセス・ジュリアナ国際空港
プリンセス・ジュリアナ国際空港（プリンセス・ジュリアナこくさいくうこう、英語: Princess Juliana International Airport）は、カリブ海のオランダ自治領シント・マールテン（セント・マーチン島南半部）にある国際空港。大型旅客機がビーチ上の低空を通過して着陸することで知られている。

## 歴史
元々は1942年に軍用滑走路として開設されたが、翌1943年に民間空港に転用され現在に至る。空港の名称は、当時のオランダ王女ユリアナ（1948年に即位してユリアナ女王となる）に由来する。
長らく小さな旅客ターミナルでの運用が行われていたが、2006年11月10日に新旅客ターミナルがオープンした。

## 特徴
シント・マールテン（セント・マーチン島のオランダ領側）唯一の国際空港である。なお、面積88km2のこの島の北半分はフランス領（サン・マルタン）となっており、フランス領側には小規模なグランカーズ・エスペランサ飛行場がある。
ワイドボディ大型旅客機が、エメラルドブルーのカリブ海に面するマホ・ビーチ上空から滑走路端のビーチを高度20m-30m程度で通過しながら着陸する光景は、セント・マーチン島の観光名所として大変有名である。滑走路長はわずか2433mで、大型旅客機の離着陸には短距離で、滑走路端を低空通過する必要がある。他空港では同様の場合、離着陸そのものが制限される場合が多い。滑走路に並行した誘導路がないために、マホ・ビーチ側から着陸した旅客機は、滑走路端にあるターニングパッドをUターンしてエプロンへ戻る。滑走路端にマホ・ビーチがあり計器着陸装置（ILS）は設置できないが、距離測定装置（DME）や無指向性無線標識（NDB）は設置されている。
ビーチでは飛行機が離陸する際の「後方気流」が体感できるが、1日10回程度離陸する大型飛行機の場合は大変危険で、「離着陸時の後方気流で重傷を負ったり命を落とす場合もある」との注意喚起看板を掲示し巡回パトロールも行っている。しかし、2017年7月には観光客が後方気流にあおられ転倒、搬送先で死亡する事故が起きた。
ヒストリーチャンネルにおいて、「世界で最も危険な空港」第4位に選ばれている。

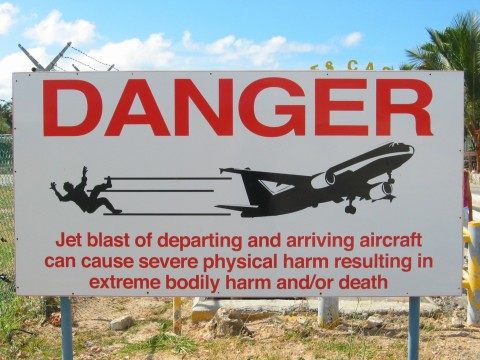
注意の看板

## 就航路線
- カリブ海 : ポルトープランス、サンフアン、サントドミンゴ、アンギラ、キュラソー、オラニエスタッド、ポートオブスペイン、キングストン、バルバドス、トルトラ島、セント・クロイ島、セント・トーマス島、ポワンタピートル、セントクリストファー島、セントジョンズ、ドミニカ、モントセラト、ネイビス島、サバ島、サン・バルテルミー島、シント・ユースタティウス島、セントルシア、ボネール島
- アメリカ : マイアミ、ニューヨーク/JFK、アトランタ、フォートローダーデール、ミネアポリス、ワシントン/ダレス、ニューアーク、フィラデルフィア、シャーロット、
- カナダ : トロント、モントリオール、
- ヨーロッパ : パリ/シャルル･ド･ゴール、パリ/オルリー、アムステルダム、

## 今後の計画
同空港は開港から70年近くが過ぎ、所々で老朽化が進んでいる。そこで同空港は近代化改修工事を行い、アップグレードを図る計画が組まれている。主な内容として、滑走路の修復や新しい誘導路の新設、駐機場増設やエプロンの拡大が挙げられている。また空港全体が拡張できるよう、土地買収も行なわれる。